# Antoni Roig i Civera
Antoni Roig i Civera (Rafelbunyol, 1844 - València, 1898) fou un dramaturg valencià.
Va fundar l'associació teatral La Joventut i va ser soci de Lo Rat Penat. Va escriure diversos sainets: En la plaça de bous, Els banys de les barraquetes, El cap d'Holofernes, Un jutge municipal, Tres abelles de Colmena... Amb El tonto del panerot (1879), drama en tres actes, obtingué un èxit notable. Va publicar dos drames més, El tresor dels Germanells (1884), reeditat el 2004 amb un estudi introductori de Vicent Penya i Calatayud en la col·lecció Llibres de L'Aljamia i Romeu (1889) reeditat, també, en la col·lecció Llibres de L'Aljamia amb un estudi introductori d'Òscar Pérez. A més d'això, també publicà dues sarsueles, però en castellà.